# Ceratophora
Ceratophora – rodzaj jaszczurek z podrodziny Draconinae w obrębie rodziny agamowatych (Agamidae).

## Zasięg występowania
Rodzaj obejmuje gatunki występujące endemicznie na Cejlonie.

## Systematyka

### Etymologia
Ceratophora: gr. κερας keras, κερατος keratos „róg”; -φορος -phoros „noszący”, od φερω pherō „nosić”.

### Podział systematyczny
Do rodzaju należą następujące gatunki:
- Ceratophora aspera Günther, 1864
- Ceratophora erdeleni Pethiyagoda & Manamendra-Arachchi, 1998
- Ceratophora karu Pethiyagoda & Manamendra-Arachchi, 1998
- Ceratophora stoddartii Gray, 1834
- Ceratophora tennentii Günther, 1861
- Ceratophora ukuwelai Karunarathna, Poyarkov, Amarasinghe, Surasinghe, Bushuev, Madawala, Gorin & De Silva, 2020